# Hans Heinrich Jescheck
Hans-Heinrich Jescheck (ur. 10 stycznia 1915 w Legnicy, zm. 27 września 2009 we Fryburgu Bryzgowijskim) – niemiecki teoretyk prawa karnego.
Jescheck studiował prawo we Fryburgu Bryzgowijskim, w Monachium i w Getyndze. W 1936 zdał egzamin państwowy pierwszego stopnia, a rok później obronił pracę doktorską. W 1949 habilitował się, a w 1954 został profesorem na katedrze prawa karnego i procesowego.
W 1962 Jescheck został dziekanem wydziału prawa, a w 1964 rektorem Uniwersytetu we Fryburgu, będąc jednocześnie sędzią wyższego sądu okręgowego w Karlsruhe.
W skład jego socjologicznej koncepcji czynu wchodzą zarówno elementy koncepcji finalnej, jak i naturalistycznej, ale także społeczna ocena czynu. Społeczna ocena czynu to inaczej społeczny system wartości (czyn może być wartościowany jako: pozytywny, aksjologicznie indyferentny, negatywny). Dodatkowo czyn oceniamy subiektywnie (celowość zachowania), jak i kauzalnie (zmiana w świecie zew.) Czynem jest: zachowanie człowieka zależne od jego woli mające znaczenie w układzie społecznym o ujemnym ładunku treści społecznej.
Pełnione funkcje
- Profesor Emeritus Prawa, Uniwersytet Alberta Ludwiga we Fryburgu Bryzgowijskim
- Dyrektor Emeritus, Instytut Maxa Plancka dla Zagranicznego i Międzynarodowego Karnego we Fryburgu